# لوسي أرناز
لوسي ديزيريه أرناز (بالإنجليزية: Lucie Arnaz)‏ (ولدت في 17 يوليو 1951) ممثلة، مغنية ومنتجة أمريكية. هي ابنة الممثلين لوسيل بول وديزي أرناز، والأخت الكبرى للممثل والموسيقي ديزي أرناز جونيور.

## نشأتها
وُلدت لوسي أرناز في مستشفى سيدارز أوف لبنان في لوس أنجلوس، كاليفورنيا، وهي ابنة الممثلتين لوسيل بول وديزي أرناز، وشقيقة الممثل ديزي أرناز جونيور. عاشت لبضع سنوات في مدينة نيويورك منذ سن العاشرة، ودرست في مدرسة سانت فنسنت فيرير مع شقيقها، ثم التحقت بمدرسة القلب الطاهر الكاثوليكية الرومانية الثانوية في لوس أنجلوس.

## روابط خارجية
- The Lucie Arnaz Homepage
- لوسي أرناز على موقع IMDb (الإنجليزية)
- لوسي أرناز على موقع ألو سيني (الفرنسية)
- لوسي أرناز على موقع ميوزك برينز (الإنجليزية)
- لوسي أرناز على موقع أول موفي (الإنجليزية)
- لوسي أرناز على موقع قاعدة بيانات برودواي على الإنترنت (الإنجليزية)
- لوسي أرناز على موقع قاعدة بيانات الأفلام السويدية (السويدية)
- لوسي أرناز على موقع إن إن دي بي (الإنجليزية)
- لوسي أرناز على موقع ديسكوغز (الإنجليزية)
- لوسي أرناز على موقع قاعدة بيانات الفيلم (الإنجليزية)
- لوسي أرناز على موقع كينوبويسك (الروسية)